# Europamästerskapen i fälttävlan 1953
Europamästerskapen i fälttävlan 1953 arrangerades i Badminton, Storbritannien. Tävlingen var det första Europamästerskapet i fälttävlan.

## Resultat
| Placering | Ryttare            | Häst         | Land |
| --------- | ------------------ | ------------ | ---- |
| 1         | Lawrence Rook      | Starlight XV | GBR  |
| 2         | Frank Weldon       | Kilbarry     | GBR  |
| 3         | Hans Schwarzenbach | Vae Victis   | SUI  |
| 4         | Johan Asker        | Iller        | SWE  |

| Placering | Land           |
| --------- | -------------- |
| 1         | Storbritannien |